# Ржавый цвет

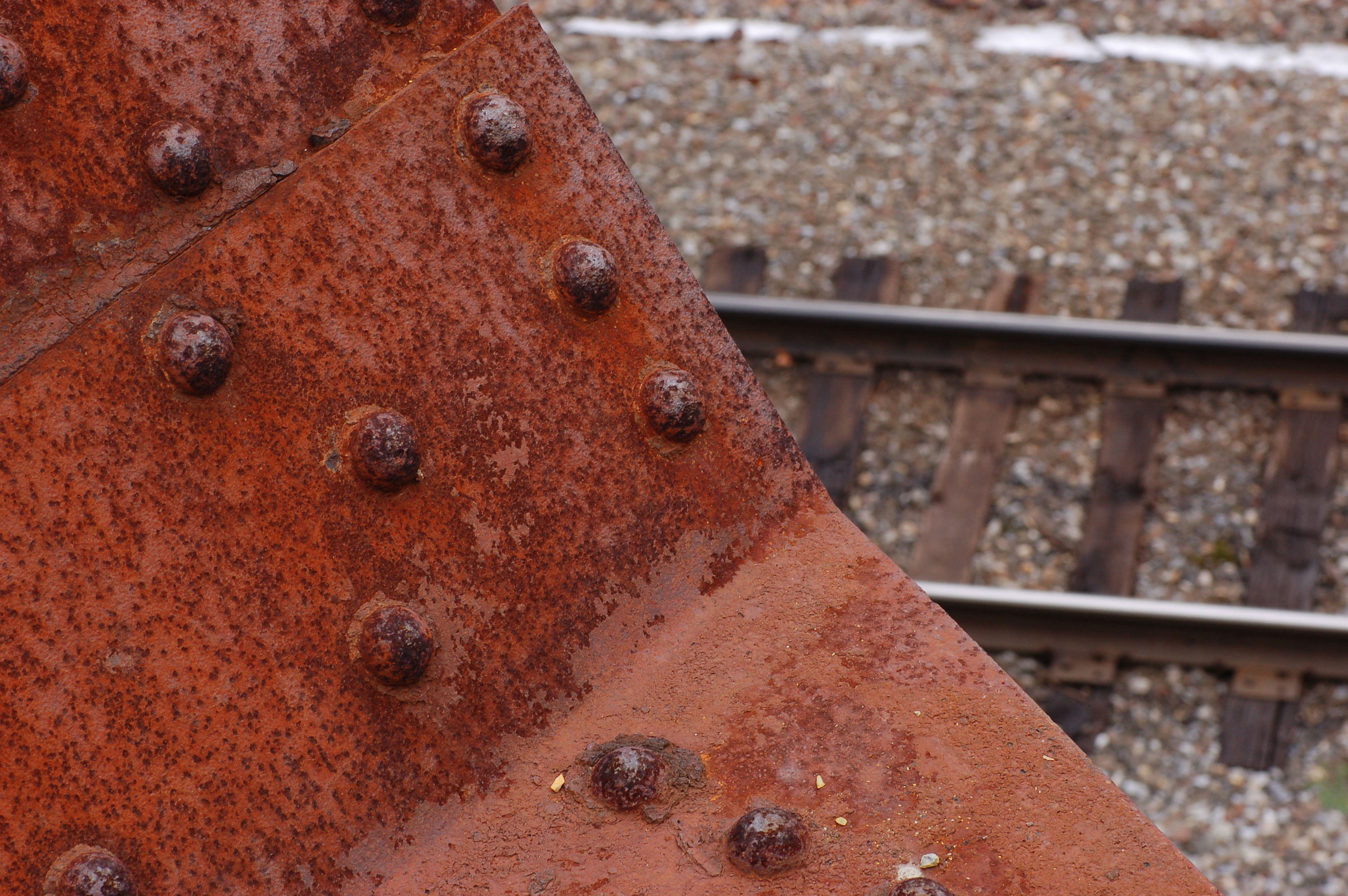
Ржавый цвет стальной конструкции

Ржа́вый цвет — красно-оранжевый цвет, напоминающий цвет оксида железа, ржавчины, красновато-бурый цвет, рыже-коричневый. Также: цвет ржавчины — «неровный красновато-коричневый, грязный светло-коричневый».

## Этимология
Первое упоминание ржавчины в качестве наименования цвета в английском языке относится к 1692 году[значимость факта?].

## Сфера денотации
Описание природных явлений, стихийных бедствий (пожары, пламя); растений (цвет осенней листвы, травы, ягод (рябина), воды, камней, скал); животных (цвет птичьих яиц), насекомых. Здания, механизмы.